# فوكس (حزب سياسي)
Vox ( اللاتينية لـ «صوت» ، وغالبًا ما يتم كتابتها باسم VOX ؛ تلفظ بالإسبانية: ‎/ˈboks/‏ ) هو حزب سياسي إسباني أسسه أعضاء سابقون في حزب الشعب (PP)  يوصف الحزب على أنه يميني شعبوي ،  أو يميني متطرف.    

## قائمة المراجع
- Digital Media Integration for Participatory Democracy، 2017

## روابط خارجية
- موقع رسمي